# Christoph Well

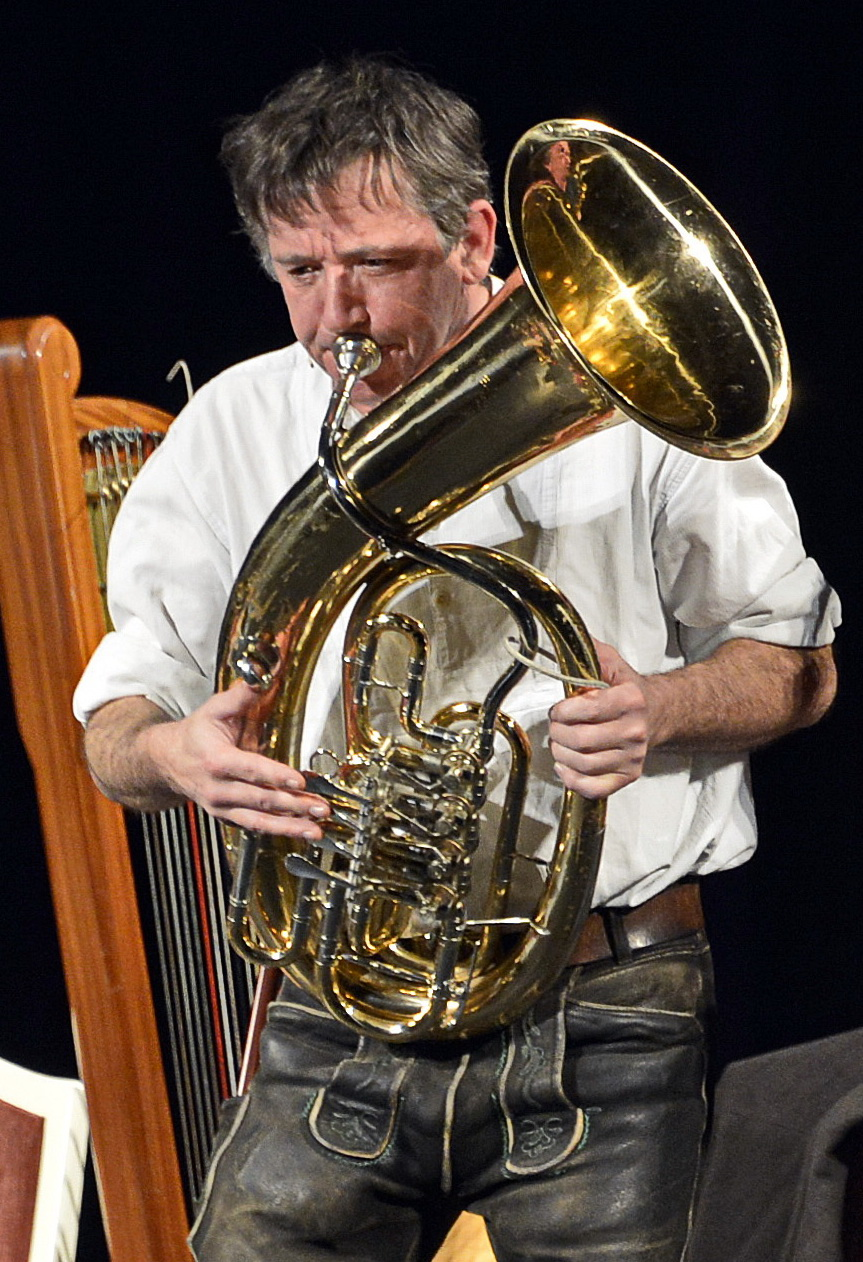
Christoph Well, 2014 Baritonhorn blasend

Christoph Well (genannt Stofferl, * 3. Dezember 1959 in Günzlhofen) ist ein bayerischer Musiker und Multiinstrumentalist. Er ist bekannt als Mitglied der mittlerweile aufgelösten Biermösl Blosn und der Nachfolgegruppe Well Brüder, mit der er u. a. gemeinsam mit Gerhard Polt auf Tournee ist.

## Leben
Christoph Well ist das zweitjüngste von 15 Kindern des Schulmeisters Hermann Well und seiner Frau Gertraud aus dem Dorf Günzlhofen in der Nähe von Fürstenfeldbruck, wo er das Viscardi-Gymnasium besuchte. Er studierte Trompete und war unter Sergiu Celibidache Solotrompeter bei den Münchner Philharmonikern und später Konzertharfenist.
Die Biermösl Blosn begann 1976 mit Volksmusikauftritten, wie sie sie schon zuvor unter Anleitung ihres Vaters absolviert hatte. Die aus Christoph, Michael und Hans Well bestehende Musikgruppe verband bayerische Volksmusik (Stubnmusi) und Mundart mit politischen und satirischen Texten und kann daher zum Bereich Neue Volksmusik gerechnet werden. Sie erlangte bundesweite Bekanntheit, als sie 1981 – „versehentlich“ zum traditionellen Maibockanstich im Münchner Hofbräuhaus eingeladen – die Regierungspartei CSU in Zusammenhang mit der Massenverhaftung von Nürnberg vor den versammelten Ministern und Landtagsabgeordneten scharf kritisierten und so einen politischen Eklat verursachten.
Die Biermösl Blosn arbeitete häufig mit Gerhard Polt zusammen, trat gelegentlich in der ARD-Sendung Scheibenwischer auf und war in den folgenden drei Jahrzehnten kritischer Wegbegleiter der bayerischen Politik. Drei ihrer Schwestern, Moni, Vroni und Burgi, gründeten nach ihrem Vorbild 1986 die bayerische Volksmusik- und Kabarett-Gruppe Wellküren. Am 18. Januar 2012 fand der letzte Auftritt der Biermösl Blosn statt. Die Gruppe hatte sich nach internen Differenzen aufgelöst. Christoph und Michael Well traten im Februar 2012 in den Münchner Kammerspielen mit einem Hausmusikabend unter Franz Wittenbrinks Regie zusammen mit ihren Schwestern der Gruppe Wellküren auf. Diese Formation tritt seitdem als Geschwister Well auf. Außerdem gründete er mit Michael und Karl Well zusammen die Gruppe „Wellbrüder aus‘m Biermoos“, die in Besetzung und Stil der Biermösl Blosn auch mit Gerhard Polt auftritt. Eine Biographie der Biermösl Blosn aus Sicht von Christoph und Michael Well unter dem Titel Biermösl Blosn – Tokio – Kapstadt – Hausen erschien Anfang April 2013.
Christoph Well verantwortete als Herausgeber die Neuausgabe zum hundertjährigen Jubiläum des Klampfn-Toni, eines bekannten bairischen Liederbuches, und ist Mitherausgeber zahlreicher anderer Liederbücher. Unter dem Titel Auftanz veröffentlichte er im Jahre 2006 beim Musikverlag Preißler eine Sammlung mit Volkstänzen für Streich- und Tanzmusikbesetzung. 2011 erschien zudem der Tonträger Ich küsse Sie tausendmal und bin knall und fall, Ihr W. A. Mozart. Die Bäsle-Briefe gelesen von Christoph Well. Mit diesem Programm ist er seit 2011 auf deutschsprachigen Bühnen unterwegs. Zusammen mit dem Organisten Franz Hauk aus Ingolstadt und verschiedenen Orchestern tritt er als klassischer Musiker im In- und Ausland auf. Er moderiert einmal im Monat eine eigene Radiosendung für den BR (Tradimix) und gestaltet eine Fernsehsendung des BR unter dem Titel „Stofferl Wells Bayern“.
Er ist einer der Erstunterzeichner des in der Zeitschrift Emma veröffentlichten Offenen Briefs an Bundeskanzler Scholz vom 29. April 2022, der sich gegen Waffenlieferungen an die Ukraine nach dem russischen Überfall auf die Ukraine ausspricht.

## Werke
- Christoph Well, Michael Well: Biermösl Blosn: Tokio-Kapstadt-Hausen. Ein Roadbook über die Biermösl Blosn, Verlag „KEIN&ABER“, Zürich 2013, ISBN 978-3-0369-5680-0.

### Liederbücher
- Christoph Well, Michael Well, Hans Well: Welcome to Bavaria, Biermösl Blosn, Ein Liederbuch für die Hosentasche. Kein & Aber, Zürich, ISBN 978-3-0369-5621-3
- Christoph Well, Michael Well, Hans Well: Grüß Gott, mein Bayernland, Biermösl Blosn, Alle Lieder und Musikstücke. Kein & Aber, Zürich, ISBN 978-3-0369-5252-9
- Christoph Well, Hans Well, Reinhard Michl: Sepp, Depp, Hennadreck. Hieber, München, ISBN 978-3-938223-14-7
- Christoph Well, Michael Well, Hans Well, Reinhard Michl: Zing Zang Zing. Hieber, München, ISBN 978-3-938223-27-7
- Christoph Well (Hrsg.): Klampfn-Toni: eine Sammlung bairischer Lieder und Gstanzl, Moritaten, Couplets, Wirtshaus- und Wildschützenlieder. Max Hieber, München 1996 (1. Auflage der Neuausgabe zum Jubiläum „100 Jahre Klampfn-Toni“), ISBN 3-920456-20-3.
- Christoph Well, Michael Well, Hans Well, Reinhard Michl: Grüaß di Gott Christkindl. Hieber, München 1998, ISBN 978-3-938223-21-5.
- Christoph Well, Michael Well: Auftanz [Musikdruck] : bairische und andere Volkstänze, Josef Preissler, München 2006, ISBN 978-3-940013-00-2.

### Tonträger
- Klampfn Toni – Alte und neue Baierische Lieder, Doppel-CD, Max Hieber, 1996
- Ich küsse Sie tausendmal und bin knall und fall, Ihr W. A. Mozart. Die Bäsle-Briefe gelesen von Christoph Well.,  Kein-&-Aber-Records, Zürich 2001
- siehe auch Biermösl Blosn#Diskografie